# Комаровки

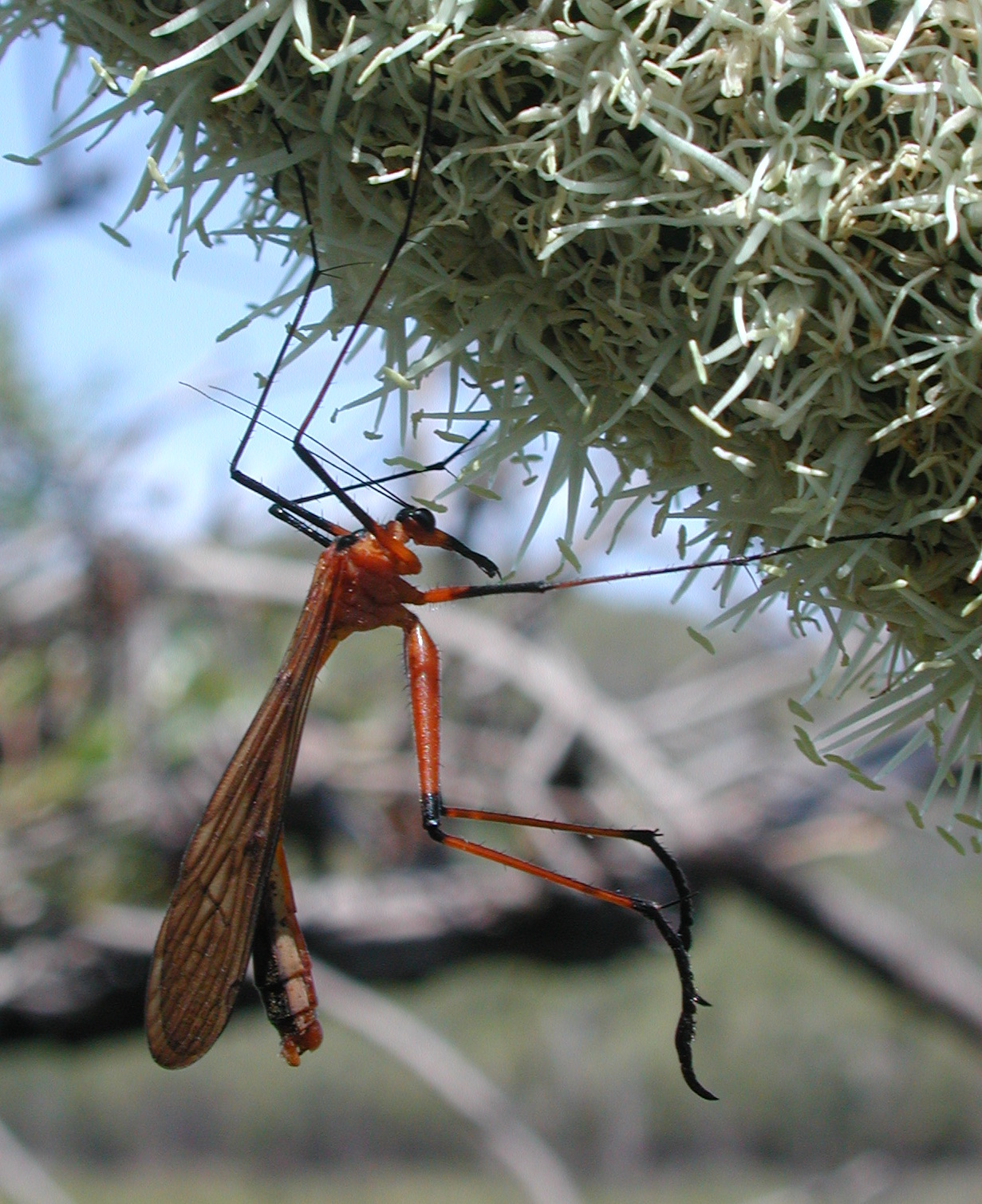
Bittacidae sp., Австралия

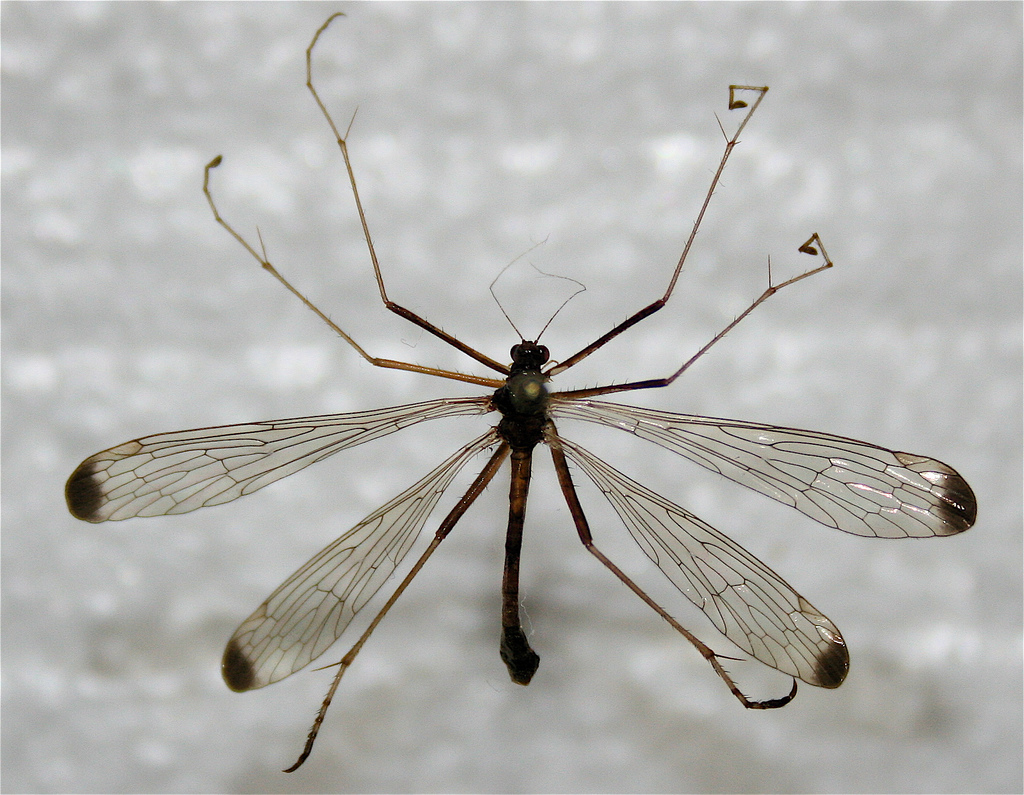
Hylobittacus apicalis, Северная Америка

Комаровки, или биттаки (лат. Bittacidae) — семейство насекомых из отряда скорпионниц, внешне сходных с комарами-долгоножками. Около 270 видов. Встречаются повсеместно.

## Описание
Тело очень тонкое, ноги длинные; общий облик их напоминает комаров-долгоножек. Мандибулы длинные, уплощённые, косо срезанные, с единственным зубом; функционируют подобно ножницам. Модифицированные для захвата жертвы конечности взрослых насекомых несут только один крупный коготок, две шпоры на голени. Кроме того, пятый членик такой конечности способен прижиматься к четвёртому. Конечности скорпионниц этого семейства настолько длинные, что приводит к внешнему сходству неподвижного насекомого с комарами-долгоножками (семейство Tipulidae). Вид Apterobittacus apterus (MacLachlan, 1871) — полностью бескрылый.

## Биология
Имаго — хищники, как правило, хватают добычу задними ногами. Отдельные виды могут включать в свой рацион нектар. Перед спариванием самцы комаровок преподносят самкам брачный подарок в виде пойманного насекомого.

## Распространение
Встречаются повсеместно. В Европе — два вида. Род Bittacus (около 75 % всех видов семейства) распространён всесветно. Остальные роды встречаются, главным образом, в Южной Америке (62 вида и 7 родов) и Австралии.

## Палеонтология
Известно около 30 ископаемых родов (включая юрский период, меловой период), в том числе: †Assiobittacus — †Cretobittacus — †Orthobittacus — †Palaeobittacus — †Plessiobittacus — †Probittacus — †Prohylobittacus — †Sharabittacus — †Telobittacus и другие.

## Систематика
16 современных родов и 270 видов и около 50 вымерших видов и 30 ископаемых родов.
- Anabittacus Kimmins, 1928 (1 вид)
- Anomalobittacus (1 вид)
- †Antiquanabittacus Petrulevičius & Jarzembowski, 2004
  - †Antiquanabittacus nanus Petrulevičius & Jarzembowski, 2004[8]
- Apterobittacus (1 вид)
- Austrobittacus (1 вид)
- Bicaubittacus (2 вида)[9]
- Bittacus (124 вида)
  - Bittacus cirratus Tjeder, 1956 — юг Дальнего Востока России, СВ Китай
  - Bittacus hageni Brauer, 1860 — Европа
  - Bittacus italicus (Müller, 1766) — Европа
  - Bittacus sinensis Walker, 1853 — юг Дальнего Востока России, Восточный Китай, Корея, Япония
  - Bittacus ussuriensis Plutenko, 1985 — юг Дальнего Востока России
- †Decoribittacus Li & Ren, 2009 — Китай
- Edriobittacus (1 вид)
- Eremobittacus Byers, 1997
- †Exilibittacus Yang, Ren & Shih, 2012
  - †Exilibittacus foliaceus Liu et al., 2014 — Юра, Китай[4]
  - †Exilibittacus plagioneurus Liu et al., 2014 — Юра, Китай[4]
- †Formosibittacus
  - †Formosibittacus macularis — Юра, Китай[3]
- Harpobittacus (12 видов)
- Hylobittacus (1 вид)
- Issikiella Byers, 1972 (5 видов)
- †Jurahylobittacus Li, Ren & Shih, 2008
  - †Jurahylobittacus astictus — Юра, Китай[3]
- †Juracimbrophlebia[10]
- Kalobittacus Esben-Petersen, 1914 (8 видов)
- †Karattacus Novokshonov, 1997 — Китай
- †Liaobittacus Ren 1994 — Китай
- †Megabittacus Ren 1997 — Китай
- †Megolbittacus Petruleviius et al. 2007 — Китай
- †Mongolbittacus Petrulevičius, Huang & Ren, 2007
  - †Mongolbittacus daohugouensis Petrulevičius, Huang & Ren, 2007[11]
  - †Mongolbittacus speciosus Liu et al., 2014 — Юра, Китай[4]
  - †Mongolbittacus oligophlebius Liu et al., 2014 — Юра, Китай[4]
- Nannobittacus Esben-Petersen, 1927 (4 вида)
- Neobittacus (2 вида)[6]
- Orobittacus (1 вид)
- Pazius Navás, 1913 (8 видов)
- †Sibirobittacus Sukatsheva 1990 — Китай
- Symbittacus (1 вид)
- Terrobittacus (4 вида)[12]
- Tytthobittacus (1 вид)